# Kvalserien till Svenska Superligan 2010/2011
Kvalserien till Svenska Superligan 2010/2011 spelades mellan den 19 mars och 5 april 2010 där tre lag från Division 1 samt ett lag från Svenska Superligan (SSL) deltog. Laget från SSL blev Tyresö Trollbäcken IBK som fick möta Linköping IBK, Hide-a-Lite Mullsjö AIS och KAIS Mora IF från Division 1. De två främsta lagen gick upp i Svenska Superligan 2010/2011. Linköping IBK och Hide-a-Lite Mullsjö AIS kom på de två främsta platserna och flyttades därmed upp. Inför den sista omgången stod det redan klart att Linköping IBK skulle vinna kvalserien och att Tyresö Trollbäcken IBK skulle komma på sista plats, och eftersom de två lagen möttes i den sista omgången, så spelades matchen aldrig då den var helt betydelselös.

## Tabell
| Nr | Svenska superligan      | SM | V | O | F | ÖTV | GM | IM | MS  | P  |
| -- | ----------------------- | -- | - | - | - | --- | -- | -- | --- | -- |
| 1. | Linköping IBK           | 5  | 4 | 0 | 1 | 0   | 28 | 16 | +12 | 12 |
| 2. | Hide-a-Lite Mullsjö AIS | 6  | 3 | 1 | 2 | 0   | 28 | 27 | +1  | 10 |
|    |                         |    |   |   |   |     |    |    |     |    |
| 3. | KAIS Mora IF            | 6  | 2 | 1 | 3 | 0   | 39 | 37 | +2  | 7  |
| 4. | Tyresö Trollbäcken IBK  | 5  | 0 | 2 | 3 | 1   | 24 | 39 | –15 | 3  |

Nr = Placering, S = Spelade, V = Vinster, O = Oavgjorda, F = Förluster, ÖV = Övertidsvinster, GM - IM = Gjorda mål - Insläppta mål, MSK = Målskillnad, P = Poäng
|  |                                     |
|  | Uppflyttade till Svenska Superligan |
|  | Nedflyttade till Division 1         |

## Spelprogram
- Omgång 1
  - 19 mars 2010, 19.15: KAIS Mora IF – Hide-a-Lite Mullsjö AIS 7–6
  - 19 mars 2010, 19.30: Linköping IBK – Tyresö Trollbäcken IBK 9–0
- Omgång 2
  - 21 mars 2010, 13.30: Tyresö Trollbäcken IBK – KAIS Mora IF 6–5 (SD)
  - 21 mars 2010, 17.00: Hide-a-Lite Mullsjö AIS – Linköping IBK 5–4
- Omgång 3
  - 26 mars 2010, 19.30: Hide-a-Lite Mullsjö AIS – Tyresö Trollbäcken IBK 4–4
  - 26 mars 2010, 19.30: Linköping IBK – KAIS Mora IF 7–6
- Omgång 4
  - 28 mars 2010, 12.00: Tyresö Trollbäcken IBK – Hide-a-Lite Mullsjö AIS 5–6
  - 28 mars 2010, 13.00: KAIS Mora IF – Linköping IBK 3–4
- Omgång 5
  - 2 april 2010, 11.00: Linköping IBK – Hide-a-Lite Mullsjö AIS 4–2
  - 2 april 2010, 17.00: KAIS Mora IF – Tyresö Trollbäcken IBK 15–9
- Omgång 6
  - 5 april 2010, 18.45: Hide-a-Lite Mullsjö AIS – KAIS Mora IF 5–3